# Antoine Bachelier
Pour les articles homonymes, voir Bachelier.
Antoine Bachelier est un sculpteur et tailleur de pierre français du XVIe siècle. Il est le fils de Nicolas Bachelier, architecte et sculpteur. 

## Œuvre

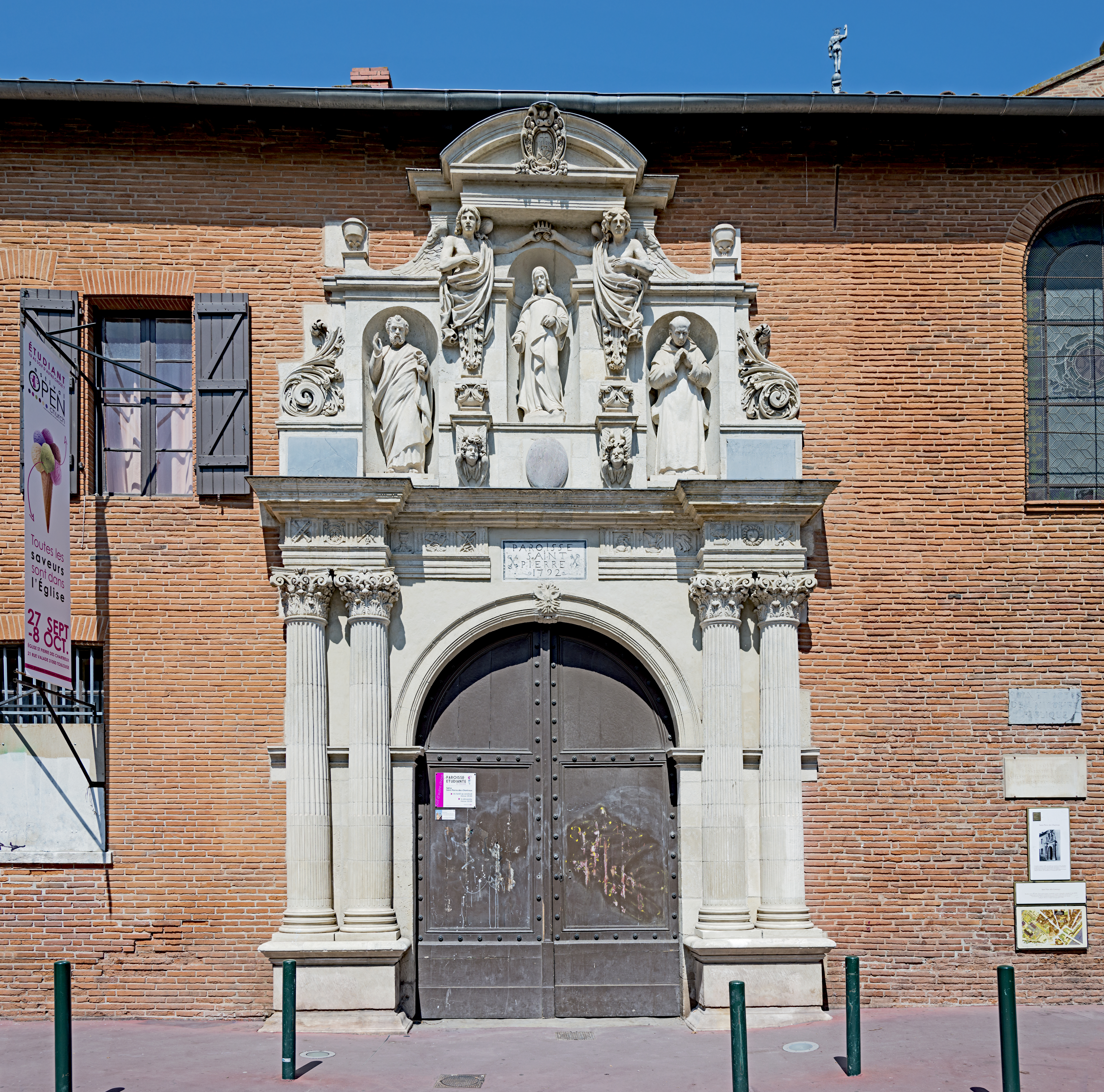
Portail de l'église Saint-Pierre des Chartreux

Comme son père, il participe à la construction du Pont-Neuf de Toulouse en tant que maître tailleur de pierre. En 1593, il restaure la fontaine Saint-Étienne. Il réalise également en 1613 les sculptures du portail de l'église Saint-Pierre des Chartreux de Toulouse.